# Chen Jingrun
Chen Jingrun (陳景潤T, 陈景润S; Fuzhou, 22 maggio 1933 – 19 marzo 1996) è stato un matematico cinese.

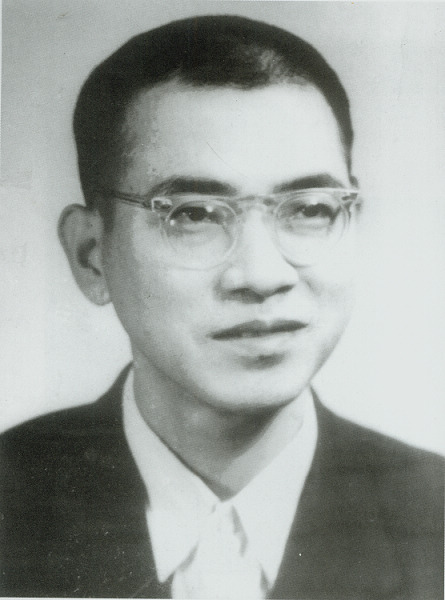
Chen Jingrun

Specializzato nella teoria dei numeri, Chen ha dato molti contributi alla disciplina, ed è stato uno dei più influenti matematici cinesi della storia.
Terzo figlio in una grande famiglia del Fujian, Chen Jingrun si è laureato all'università di Xiamen nel 1953. Lavorò su diverse congetture della teoria analitica dei numeri, come la congettura dei numeri primi gemelli, la congettura di Goldbach e la congettura di Legendre; nel 1966 dimostrò quello che ora è chiamato teorema di Chen, che afferma che ogni numero pari sufficientemente grande è la somma o di due numeri primi oppure di un primo e di un semiprimo.

## Commemorazioni

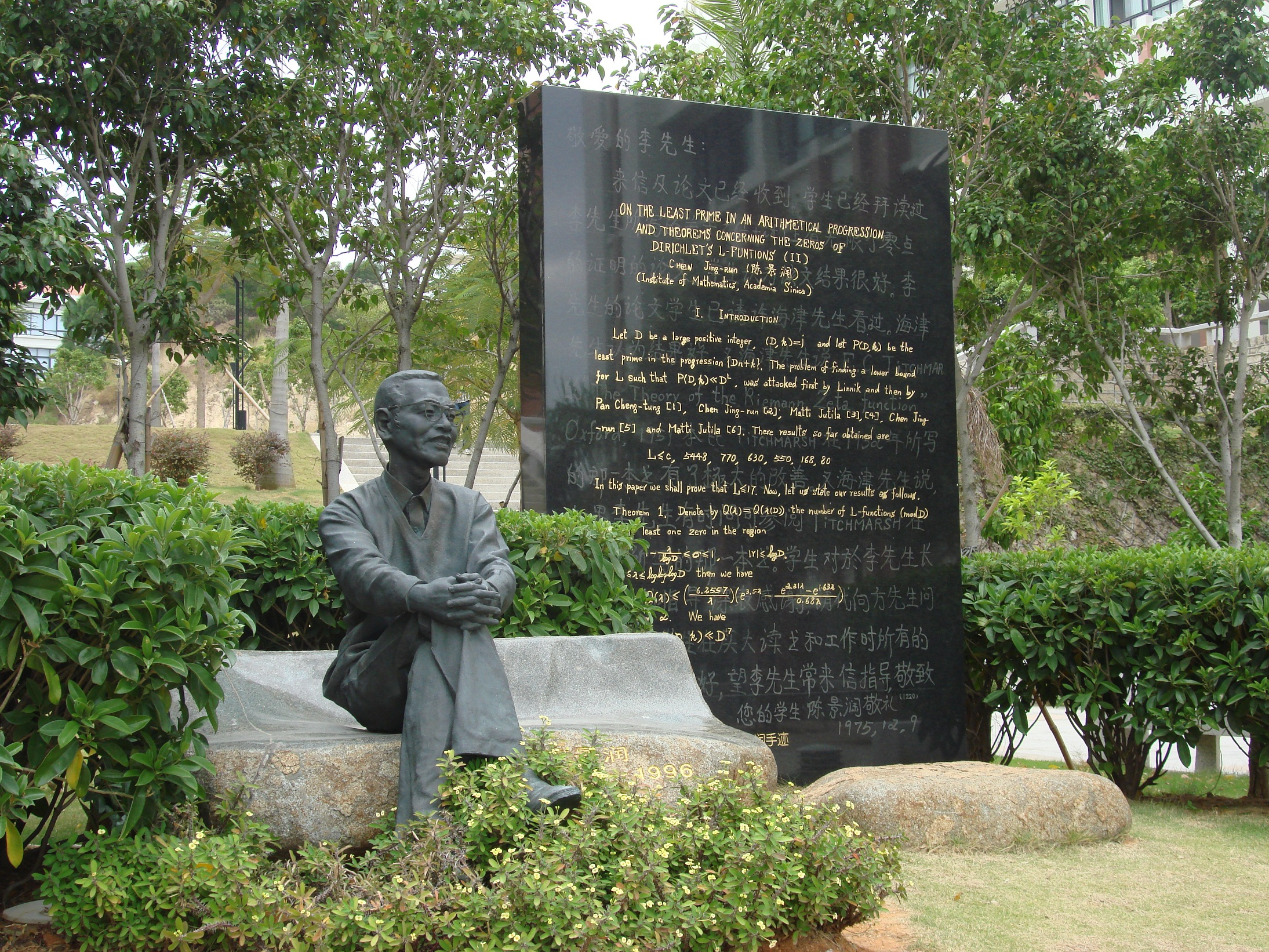
La statua di Chen all'università di Xiamen.

L'asteroide 7681 Chenjingrun prende il nome da Chen.
Nel 1999 la Cina ha emesso un francobollo chiamato Il miglior risultato sulla congettura di Goldbach, con un suo profilo e la disuguaglianza
{\displaystyle P_{x}(1,2)\geq {\frac {0.67xC_{x}}{(\log x)^{2}}}.}
Diverse statue sono state costruite in Cina in suo onore; in una lastra di marmo dietro la sua statua all'università di Xiamen assieme al nome di Chen sono inscritti quelli di quattro altri matematici (Peter Gustav Lejeune Dirichlet, Matti Jutila, Yuri Linnik e Pan Chengdong) che hanno lavorato nel campo della teoria analitica dei numeri.
Il 22 maggio 2009, il sito google.cn (la versione cinese di Google) ha celebrato l'anniversario della nascita di Chen con uno speciale logo.

## Opere
- Chen, J.R, On the representation of a large even integer as the sum of a prime and the product of at most two primes. J. Kexue Tongbao 17 (1966), 385–386.
- J.-R. Chen, On the representation of a large even integer as the sum of a prime and a product of at most two primes, Sci. Sinica 16 (1973), 157–176.